# Lithosarctia honei
Lithosarctia honei är en fjärilsart som beskrevs av Daniel 1954. Lithosarctia honei ingår i släktet Lithosarctia och familjen björnspinnare. Inga underarter finns listade i Catalogue of Life.